# ناتالی نوریس
ناتالی نوریس (انگلیسی: Natalie Norris؛ زادهٔ ۲۳ سپتامبر ۱۹۹۰) بازیکن فوتبال اهل ایالات متحده آمریکا است.
از باشگاه‌هایی که در آن بازی کرده‌است می‌توان به اف سی کانزاس سیتی اشاره کرد.